# Golasecca
Golasecca är en ort och kommun i provinsen Varese i regionen Lombardiet i Italien. Kommunen hade 2 699 invånare (2018).